# Flugtag Ramstein

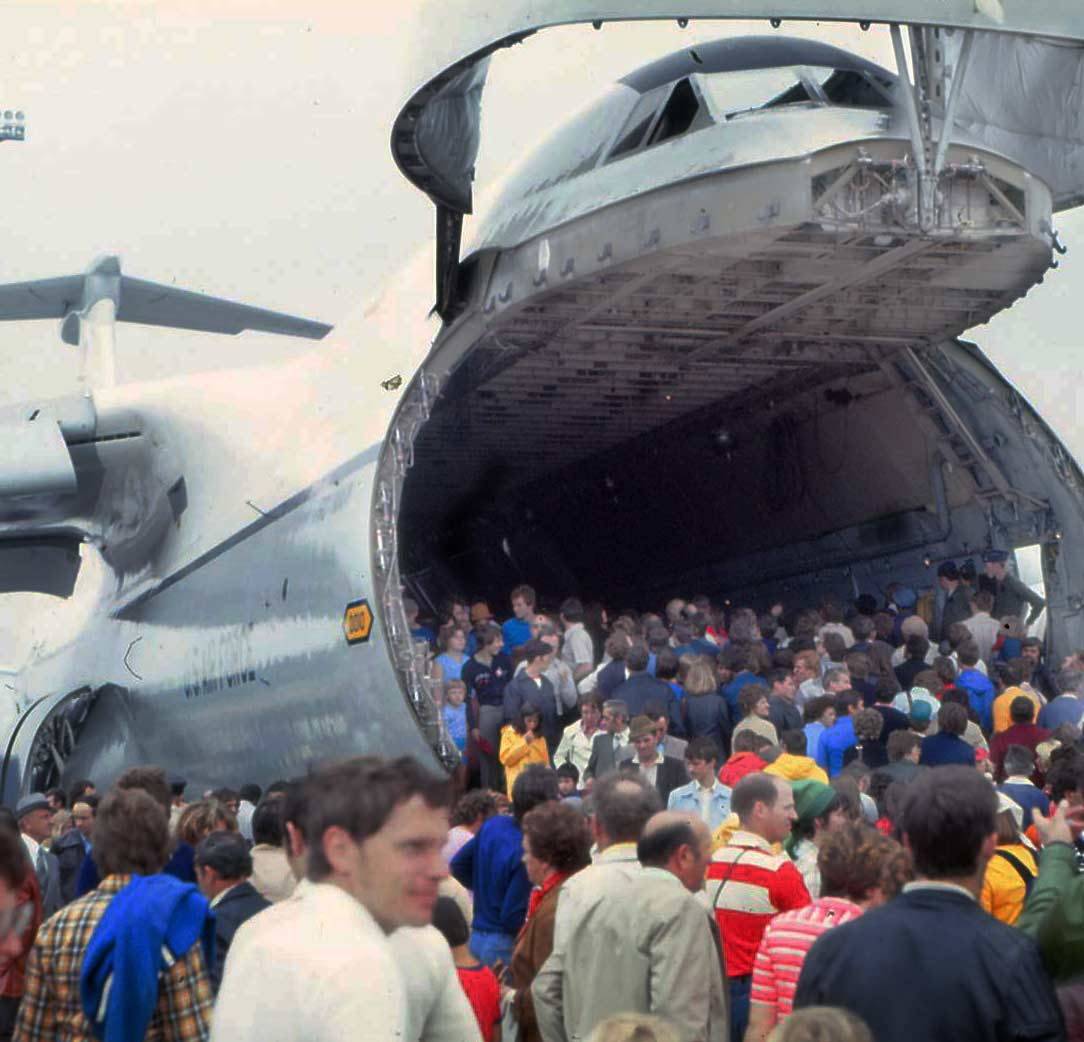
1977 Lockheed C-5A Galaxy

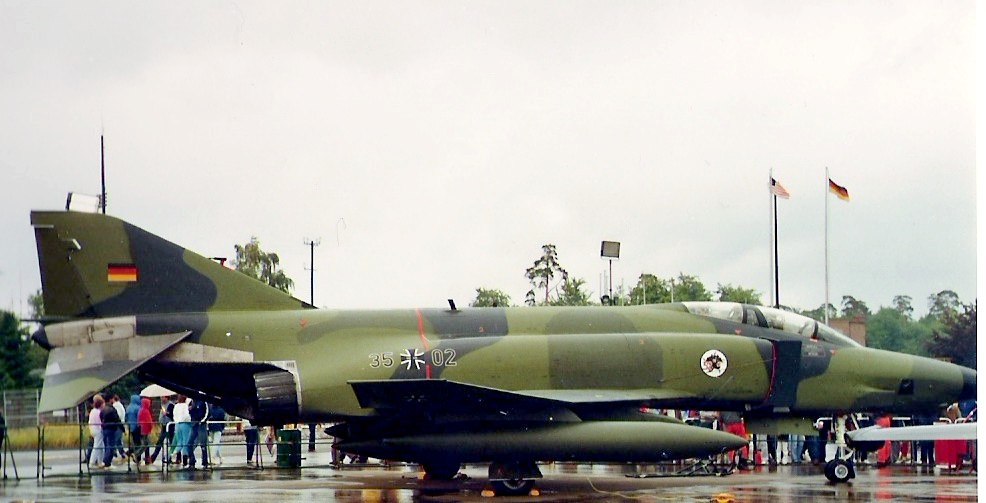
McDonnell F-4 1984 in Ramstein

Bei den Flugtagen zu Ramstein handelte es sich um seit den 1950er-Jahren bis zum Jahr 1988 jährlich einmal stattfindende Freiluftveranstaltungen auf der US-Airbase Ramstein im Bundesland Rheinland-Pfalz in der Bundesrepublik Deutschland.

## Flugtag/Tag der offenen Tür
Am Veranstaltungstag, der immer ein Sonntag war, öffneten sich die Pforten für die Gäste des Flugtags. Die Führung der Ramstein Air Base konnte im Jahr 1988 mit dem „Flugtag 88“ auf eine insgesamt 30-jährige Tradition zurückblicken, denn der erste so genannte Open Day fand im Juni 1958 mit der Präsentation des Kampfjets RF-101A Voodoo statt. Nach dem Beitritt der Bundesrepublik zur NATO im Jahr 1955 galt der Flugtag auch als Informationsveranstaltung der Bündnispartner, ausgerichtet von den USA, für die Bürger. Speziell in den 1970ern, als das Wettrüsten ein Thema war, wurden laut Augenzeugenberichten bis zu 1 Million Besucher gezählt. Doch selbst am bisher letzten Flugtag 1988 waren es nach Schätzungen immer noch zwischen 300.000 und 350.000 Besucher, was bis heute weltweit keine andere Flugshow mehr an einem Tag erreicht.

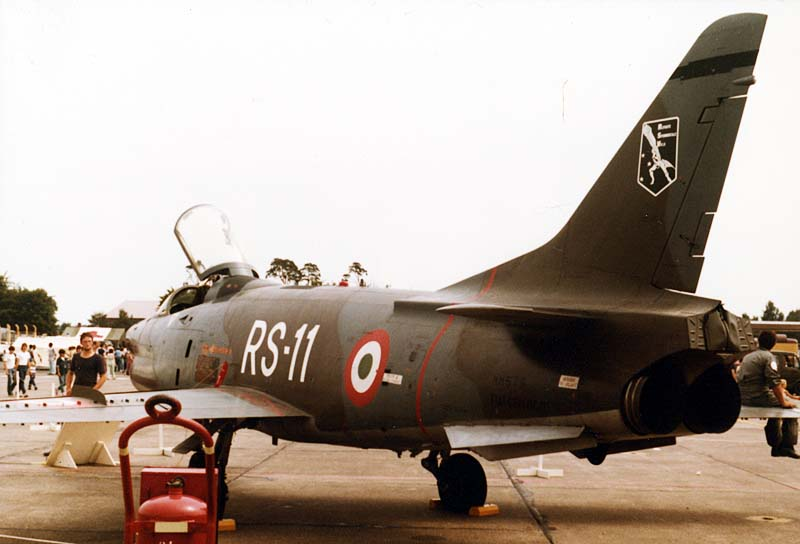
Fiat G.91 1986 in Ramstein

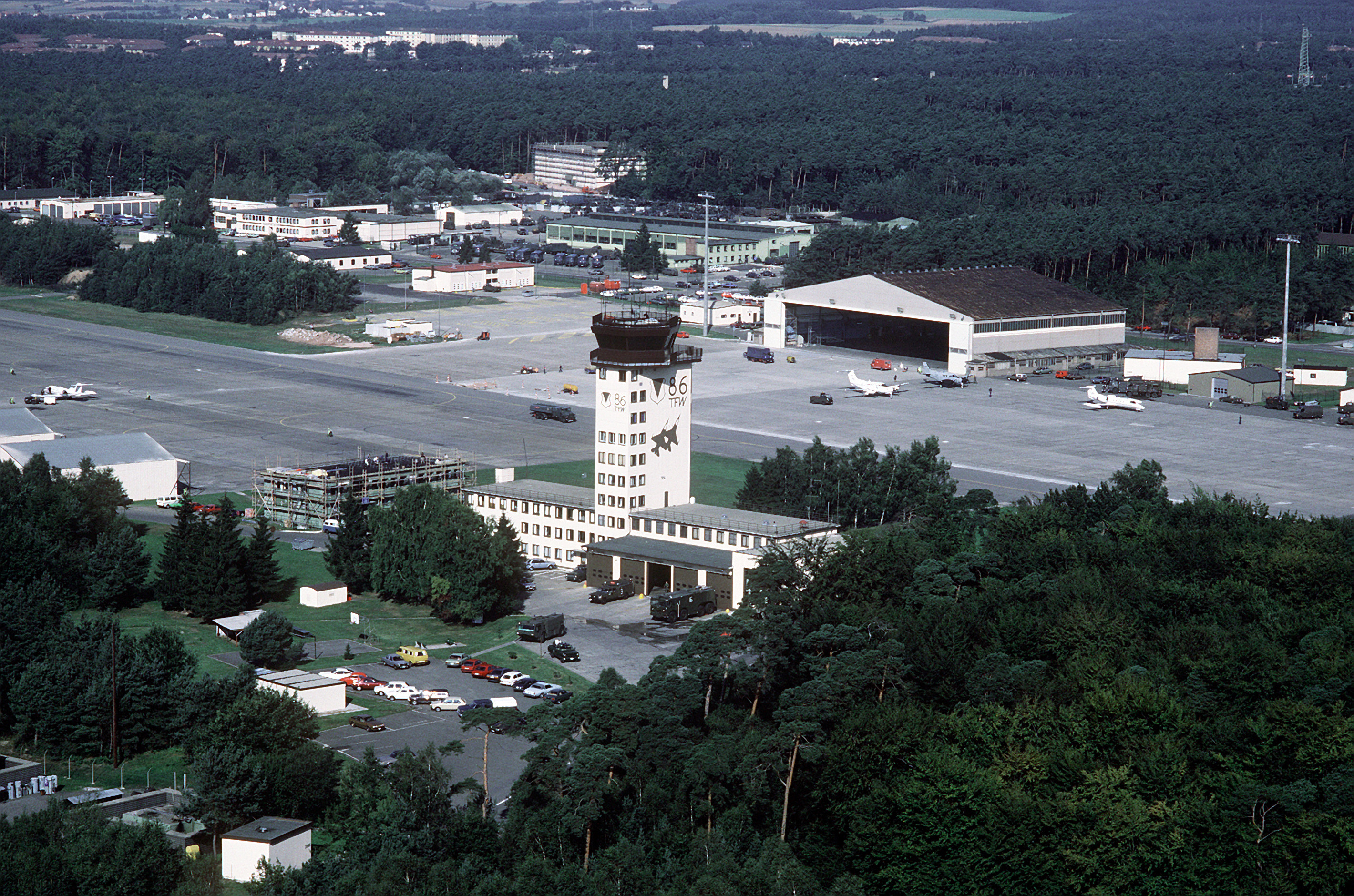
Bereich des Static Displays und Kontrollturm der Airbase 1988

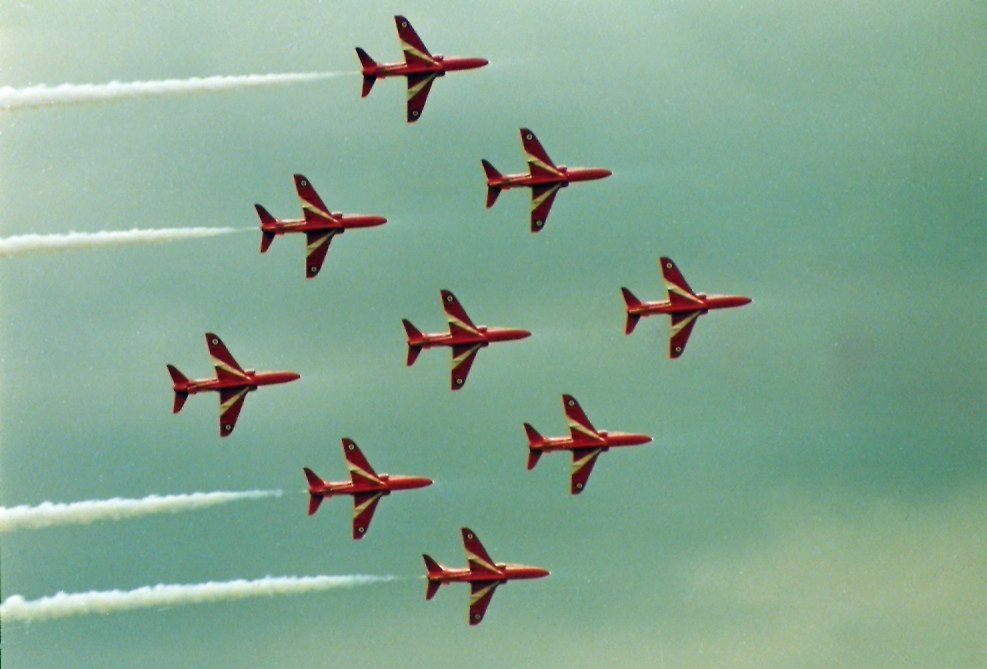
Red Arrows 1984 in Ramstein

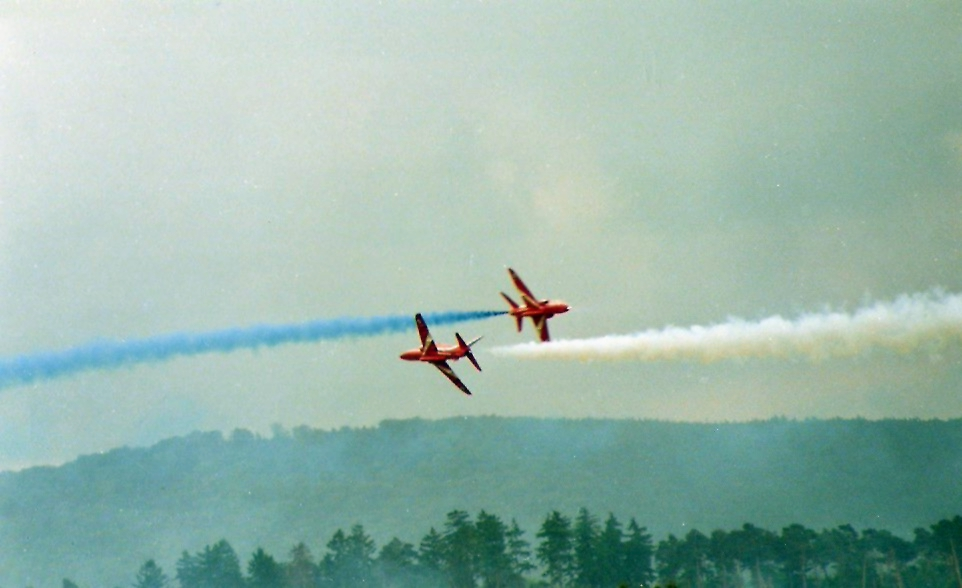
Solocrossing Red Arrows 1984 in Ramstein

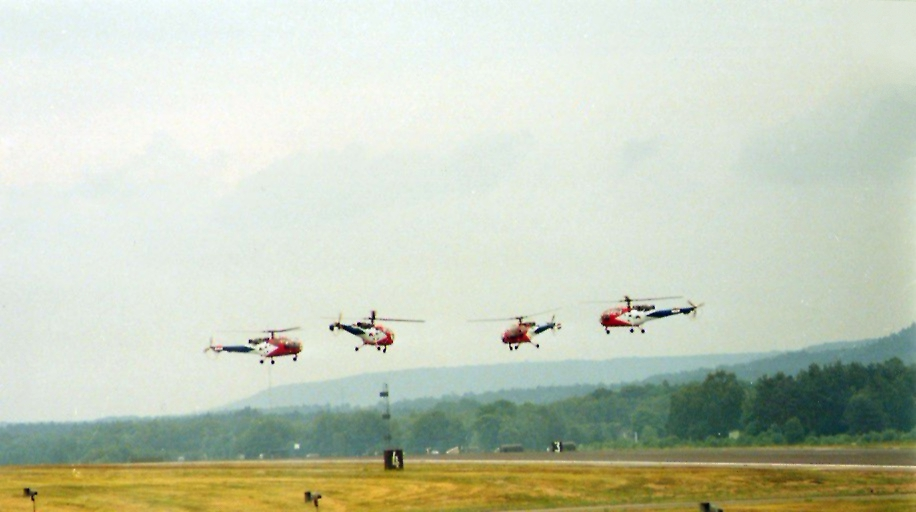
RNLAF Grasshoppers 1984 in Ramstein

Der Flugtag untergliederte sich immer in ein Static Display und ein Flying Display. Beim Static Display wurden (Militär-)Flugzeuge wie z. B. der US-Bomber B-52 auf dem Air Base-Gelände für die Besucher ausgestellt und beschrieben. Zusätzlich standen US-Soldaten, die z. T. Piloten waren, den Flugtaggästen Rede und Antwort. Beim Flying Display wurde im südlichen Teil der Airbase, jenseits der Rollbahn, ab den Mittagsstunden eine Flugschau abgehalten, die der eigentliche Besuchermagnet war, und welche die Gäste als Zuschauer im abgegrenzten Bereich vor der Rollbahn (Wiese entlang der Start- und Landebahn mit einer Breite von bis zu 150 m) verfolgen konnten.
Nachfolgend einige Flugtage mit Datum des Veranstaltungstags und ihren jeweils vertretenen Kunstflugstaffeln neben anderen Flugvorführungen:

### Flugtag 1973
26. August – Red Arrows, Patrouille de France

### Flugtag 1976
8. August – Patrouille de France, Frecce Tricolori, Belgium Diables Rouges

### Flugtag 1977
31. Juli – Red Arrows, Frecce Tricolori, Belgium Diables Rouges, Belgium Blue Bees

### Flugtag 1978
30. Juli – Red Arrows, Karo As (A), Patrouille de France, Frecce Tricolori, Belgian Swallows Demonstration Team, Asas de Portugal

### Flugtag 1980
13. Juli – Red Arrows, Karo As (A), Frecce Tricolori, Asas de Portugal, RNLAF Grasshoppers, Belgian Swallows Demonstration Team, British Jaguar Flyby, Canadian Starfighter Demonstration Team

### Flugtag 1981
2. August – Red Arrows, Karo As (A), Patrouille de France, RNLAF Grasshoppers, Belgian Swallows Demonstration Team, British Jaguar Demonstration Team, Canadian Starfighter Demonstration Team

### Flugtag 1983
7. August – Red Arrows, Karo As (A), Patrouille de France, RNLAF Grasshoppers

### Flugtag 1984
24. Juli – Red Arrows, RNLAF Grashoppers, USAF Thunderbirds

### Flugtag 1985
23. Juni – Red Arrows, Vikings (D), Frecce Tricolori

### Flugtag 1986
10. August – Red Arrows, Vikings (D), RNLAF Grasshoppers
(Anmerkung: Die Patrouille de France und die Frecce Tricolori waren auf ihrer Nordamerika-Tour)

### Flugtag 1987
2. August – Red Arrows, Patrouille de France, Frecce Tricolori, RNLAF Grasshoppers

### Flugtag 1988 (30 Jahre Flugtag Ramstein)
Der letzte Flugtag am 28. August endete mit dem Flugtagunglück von Ramstein in einer Katastrophe. Vertretene Staffeln waren die Patrouille de France, Asas de Portugal, Vikings (D) und die Frecce Tricolori, die als letzter Programmpunkt den Abschluss der Flugvorführungen bilden sollten. Während ihrer Vorführung kam es zum Zusammenstoß mehrerer Maschinen, welcher in einer Katastrophe endete.

### Flugplatztag 1998
Zehn Jahre nach der Katastrophe öffnete der Flugplatz Ramstein, kurz vor der Operation Desert Fox, erneut die Tore für Besucher – diesmal jedoch ohne Flugvorführungen. Aufgrund der angespannten sicherheitspolitischen Situation ist die Ramstein Air Base seitdem für Besucher geschlossen.

## Trivia
Während sich das US-Militär sofort nach dem Flugtagunglück für die weiteren Durchführungen von Flugshows im eigenen Land, den USA aussprach, wurde es in Deutschland vom 29. August 1988 an durch die Deutsche Bundesregierung verboten.
Angeblich gab es Überlegungen, fünf Jahre nach dem Unglück am 1. Juli 1993 (zum Independence Day) einen Flugtag im „alten Stil“ auf der Air Base durchzuführen. Diese Pläne scheiterten aber aufgrund politischen Widerstandes des Bundeslandes Rheinland-Pfalz.
Dass sich die Leitung der Air Base an die Auflagen seit der Flugtagkatastrophe von 1988 hielt und keine militärischen Kunstflugübungen mehr abhielt, zeigte sich im September 1996, als die USAF Thunderbirds zu einem internen amerikanischen Fest auf die Air Base kamen, aber nicht flogen, sondern nur am Boden standen.